# Hostěrádky-Rešov
Hostěrádky-Rešov település Csehországban, Vyškovi járásban. Hostěrádky-Rešov Šaratice, Újezd u Brna, Prace és Zbýšov településekkel határos. Lakosainak száma 834 fő (2024. január 1.).

## Népesség
A település lakosságának változását az alábbi diagram mutatja:
| Lakosok száma | 508  | 676  | 727  | 832  | 764  | 733  | 843  | 851  | 845  | 834  |
|               | 1869 | 1890 | 1921 | 1950 | 1980 | 2001 | 2017 | 2019 | 2022 | 2024 |